# Аксис цейлонский
Цейло́нский аксис, или Цейло́нский пятни́стый оле́нь (лат. Axis axis ceylonensis), — подвид аксиса. Распространён только на Шри-Ланке.
Аксисы цейлонские активны главным образом ранним утром и вечером, но вблизи водоёмов они наблюдаются в любое время суток. Питаются в основном травой, но могут также поедать упавшие плоды и листья. Как правило, живут в группах по 10—60 животных, но иногда в стаде может быть до 100 оленей.
Цейлонские пятнистые олени обитают в сухих лесах, низменностях, саваннах и кустарниках. Иногда могут обитать в горных районах.
Аксисы цейлонские играют очень важную роль в природе, так как являются добычей для шри-ланкийских леопардов, медведей-губачай, крокодилов, красных волков и шакалов.
В отличие от континентального аксиса, цейлонские аксисы считаются уязвимым подвидом. Главными угрозами считаются отстреливание ради мяса и вырубка лесов. Сегодня на Шри-Ланке обитает несколько тысяч этих оленей. Встречаются в основном в охраняемых территориях засушливой зоны. Только на охраняемых территориях можно встретить большие стада аксисов цейлонских.